# مارثا جيفرسون راندولف
مارثا «باتسي» راندولف (ولدت باسم عائلة جيفرسون، 27 سبتمبر 1772 – 10 أكتوبر 1836) كانت الابنة الكبرى لتوماس جيفرسون، الرئيس الثالث للولايات المتحدة وزوجته مارثا وايلز سكيلتون جيفرسون. ولدت في مونتيسيلو قرب شارلوتسفيل في فرجينيا.
ماتت والدتها عندما كانت بعمر العاشرة، حين كان اثنان فقط من إخوتها الخمسة على قيد الحياة. بحلول عام 1804، كانت الناجية الوحيدة من بين أشقائها. كانت مارثا مقربة جدًا من والدها في أواخر حياته. كانت الابنة الوحيدة من بين أبنائه من زوجته مارثا التي تصل إلى سن الخامسة والعشرين. كانت علاقة باتسي بوالدها مقربة، وحرص على حصولها على تعليم جيد. تحدثت مارثا أربع لغات وتأثرت إلى حد كبير بالتعليم الذي تلقته في مدرسة دير باريس للراهبات برفقة بنات أفراد النخبة الفرنسية.
تزوجت من توماس مان راندولف الابن الذي كان سياسيًا على المستوى الفدرالي والمستوى المحلي، كما شغل منصب حاكم فرجينيا (1819-1822)، ما جعلها السيدة الأولى لولاية فرجينيا. أنجب الزوجان 12 طفلًا. عندما كان والدها الأرمل رئيسًا للبلاد، أقامت مارثا معه لبعض الأحيان في البيت الأبيض، مؤدية دور المضيفة والسيدة الأولى غير الرسمية.

## آراؤها حول العبودية
عندما عاشت باتسي في باريس، علمت بوجود دول تمنع استعباد الأفراد ضمنها وقالت لأبيها: «أتمنى من كل قلبي أن يتحرر جميع هؤلاء السود البائسون». كما قالت تعقيبًا على مشاعر أبيها من هذه القضية إنها «تبغض» المعاملة الظالمة للسود، وما تولده من وحشية لدى البيض. حاولت قدر الإمكان إبقاء العبيد مع عائلاتهم، وحررت بعض العبيد، لكنها أبقت العديد منهم ما اضطرها إلى بيع بعض العبيد للدائنين من أجل سداد ديونها. على سبيل المثال في عام 1827 وبعد وفاة والدها، باعت 130 عبدًا. نتيجة ذلك، تشتت شمل العديد من العائلات.
كان بقية عبيدها في ذلك الوقت أهم ممتلكاتها، وأرسلتهم للعمل لدى أسياد آخرين للحصول على بعض المال. باعت عبدين آخرين عام 1833. إضافة إلى ذلك فقد عاقبت العبيد الذين لم يطيعوا أوامرها، وكانت العقوبات جسدية في بعض الأحيان. في عام 1833، ذكرت كورنيليا ابنة باتسي أنها ساعدت والدتها بتثبيت امرأة من العبيد بينما كانت والدتها تجلدها بالسوط «جلدًا قويًا» بحسب تعبيرها.
حاول ابنها توماس الضغط على معمل في فرجينيا لوضع خطة تقضي بإلغاء العبودية تدريجيًا وتوطين العبيد في أفريقيا عام 1831 لكنه في فشل في محاولته على الرغم من دعم باتسي لمشروعه. فكرت أيضًا بالانتقال إلى إحدى الولايات التي ألغت العبودية. على الرغم من أنها أعطت العديد من المستعبدين حريتهم في وصيتها الأخيرة، لكنها اعتمدت على جهود العبيد بشكل كبير طوال حياتها.

## سنواتها الأخيرة ووفاتها

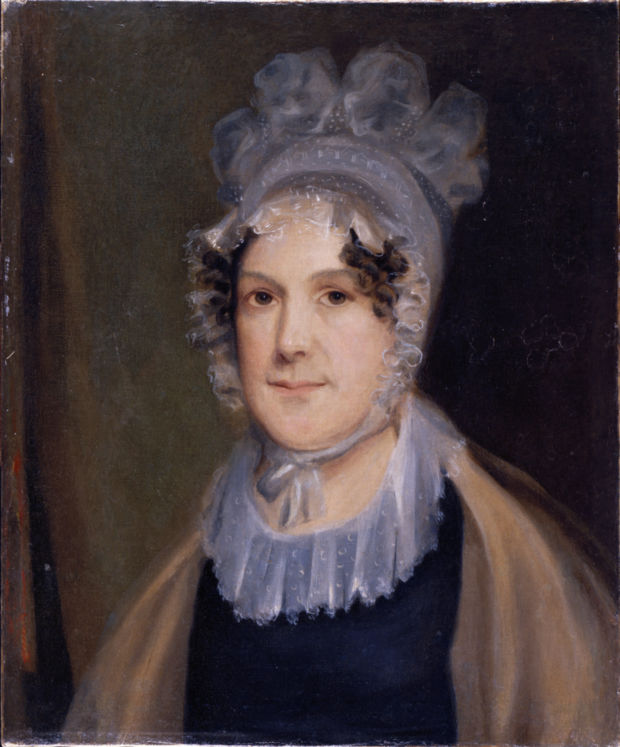
مارثا جيفرسون راندولف، السيدة الأولى للولايات المتحدة من 1801 إلى 1809 خلال فترة رئاسة والدها الرئيس توماس جيفرسون.

تعاملت باتسي مع ضغوط المشاكل المالية بسبب ديون زوجها ووالده توماس مان راندولف الأب ووالدها عند وفاتهم. لحقت بهم الديون بسبب تراجع أسعاد الأراضي والاستثمارات المتهورة والمحاصيل الفاشلة والأقارب الذين طلبوا المال دومًا. في عام 1826، اشترى ابنها توماس عقار إدج هيل. مات توماس جيفرسون في الرابع من يوليو عام 1826. ورثت باتسي مونتيسيليو من والدها عام 1826 بالإضافة إلى ديونه الكثيرة. تولى ابنها الأكبر توماس راندولف تدبير أمور العقار. باستثناء خمسة عبيد حررهم والدها في وصيته، والتحرير غير الرسمي لسالي همينجنز، باعت باتسي العبيد المئة والثلاثين الباقين في مونتيسيليو في محاولة لسداد ديونها.
بعد وفاة جيفرسون، عاشت باتسي مع ابنها الأكبر توماس في توفتون. أقامت أيضًا في منزل ابنتها إلين وصهرها جوزيف كوليدج في بوسطن بين أكتوبر عام 1826 ومايو عام 1828، كما أخذت معها طفليها الصغيرين. عادت بعد ذلك إلى زوجها في يونيو عام 1828 وكانت بجانبه عند موته في العشرين من ذلك الشهر. في هذه الأوقات كانت باتسي «تعيش على حافة الفقر». بهدف تأمين مجالات مهنية ناجحة لعائلتها التي شملت أيضًا أزواج بناتها، لجأت باتسي إلى مارغريت بايارد سميث التي ساعدت أفراد عائلتها في تأمين مناصب أوصلتهم إلى حياة مهنية ناجحة في واشنطن. بعد موت زوجها، عاشت مع ابنها في بيت إدج هيل حتى التاسع والعشرين من نوفمبر ثم ذهبت إلى واشنطن العاصمة وبوسطن مع بقية أبنائها المتزوجين.
من أجل ضمان دخل كافٍ، أرسلت بقية عبيدها للعمل لقاء مقابل مادي، كما حصلت على دخل بسيط من رصيد بنكي مقدم لجيفرسون من ولايتي لويزيانا وكارولينا الجنوبية. تبرعت كل ولاية منهما بمبلغ 10,000 دولار لدعمها. إضافة إلى ذلك حصلت على دخل بسيط من عقارات والدها.
عرضت باتسي مونتيسيلو للبيع بعد أسبوعين من موت والدها في يوليو عام 1826. حاولت بيعها عبر مسابقة يانصيب، لكنها لم تنجح ببيعها حتى عام 1831 حين اشتراها جيمس باركلي. بعد عرضها في السوق لمدة خمس سنوات، بيعت المزرعة بقيمة 7,000 دولار، أي بعشر قيمتها الحقيقية التي قُدرت بنحو 71,000 دولار. أسست باتسي مع ابنتيها العازبتين ماري وكورنيليا مدرسة في إدج هيل، حيث علمت باتسي الموسيقى في بعض الأحيان. سافرت باتسي أيضًا إلى منازل أبنائها المتزوجين خلال أعوام حياتها الأخيرة.
خلال إقامتها في بوسطن، كتبت وصيتها الأخيرة في الرابع والعشرين من يناير عام 1836، وعادت إلى منزل إدج هيل في يوليو عام 1836. توفيت باتسي في العاشر من أكتوبر عام 1836. كانت آخر الأطفال الناجين لتوماس ومارثا جيفرسون، ودفنت في مقبرة مونتيسيلو العائلية.

## ذكرها في الثقافة الشعبية
مارثا جيفرسون راندولف هي الشخصية الرئيسية في الرواية التاريخية ابنة أمريكا الأولى للكاتبتين ستيفاني دراي ولورا كاموا، والتي نشرت عام 2016. يعتمد سرد الرواية بشكل كبير على رسائل جيفرسون.
في فيلم جيفرسون في باريس عام 1995، لعبت الممثلة جوينيث بالترو دور مارثا جيفرسون. كما أن والدة بالترو الحقيقية بلايث بالترو لعبت دور مارثا وايلز سكيلتون جيفرسون والدة مارثا جيفرسون في فيلم 1776 الغنائي عام 1972.
في السلسلة القصيرة ذات الأربع ساعات سالي همينجز فضيحة أمريكية التي أنتجتها شبكة سي بي إس عام 2000 من تأليف تينا أندروز، لعبت الممثلة ماري ويننغهام دور مارثا جيفرسون.